# Федерасион Балканик
„Федерасион Балканик“ (на френски: La Fédération Balkanique, в превод Балканска федерация) е френскоезично списание, орган на Балканската комунистическа федерация.
Издавано е отначало във Виена, после във Франкфурт на Майн, от 1924 до 1931 година. Излиза на 1 и 15 число в месеца.
| Годишнина | Броеве      | Дата                             |
| --------- | ----------- | -------------------------------- |
| I         | 1 – 24      | 15 юли 1924 – 15 юли 1925        |
| II        | 25 – 46     | 1 август 1925 – 15 юни 1926      |
| III       | 59 – 71     | 1 януари 1927 – 1 юли 1927       |
| IV        | 72 – 95     | 1 август 1927 – 1 юли 1928       |
| V         | 96 – 119    | 1 август 1928 – 1 юли 1929       |
| VI        | 120 – 139   | 15 юли 1929 – 5 август 1930      |
| VII       | 140 – 147   | 20 август 1930 – 5 декември 1930 |
| VIII      | (133) – 147 | (юни) 1931 – февруари 1932       |

VIII годишнина е с погрешна номерация на броевете – вместо от 148 започва отново от 133, като 136 – 145 не излизат. За броеве 47 – 58 няма сведения. От 59 има подзаглавие Орган на националните малцинства и на потиснатите балкански народи, а от VIII годишнина – Орган на потиснатите народи и на националните малцинства на Балканите. VIII годишнина излиза двуседмично. Редактор-основател е Димитър Влахов; в броеве 1 - 5 главен редактор е Никола Харлаков; в 4 - 5 собственик, издател и отговорен редактор е Рудолф Хайденрайх; от 6 Антон Хелмингер, от 66 Йозеф Върба, а от VIII годишнина - Оскар Клайндинст.
Списанието е на комунистически позиции и се бори за Балканска федерация срещу „балканския национален шовинизъм“. Първият му брой излиза специално за публикуването на Майския манифест. Според уводната редакционна статия на брой 1 вестникът има задача:
| „ | да пропагандира освобождение и самоопределение на балканските народи и тяхното федериране | “ |

Във „Федерасион Балканик“ пишат Филип Атанасов, Петър Чаулев, Павел Шатев, Владимир Поптомов, Георги Бакалов, Степан Радич, Коста Новакович, Анри Барбюс.
До 1931 година излиза във Виена, Австрия, като собственик и отговорен редактор е Ото Бенедикт. От май 1931 до спирането му през февруари 1932 година - във Франкфурт, Германия. 